# Villacarrillo
Villacarrillo és un municipi de la província de Jaén, amb una població de 10.902 habitants (INE 2005).
És la capital de la comarca de Las Villas, estant dintre de La Loma d'Úbeda.

## Divisió administrativa
El municipi compta amb les pedanies de
- Mogón
- Agrupación de Mogón
- La Caleruela
- Arroturas
- Puente de Cerromolinos
- Herrera